# Sven Fahlman
Sven Fahlman, né le 11 juillet 1914 à Stockholm et mort le 23 juin 2003, est un escrimeur suédois.

## Biographie
Sven Fahlman est né le 11 juillet 1914 à Stockholm, fils de l'ingénieur des mines Vilhelm Torsten Fahlman et d'Iris Augusta Helga Bergstedt. Sa sœur ainée Birgit Thüring est une pionnière de l'aviation suédoise. 
Escrimeur, Sven Fahlman participe aux Jeux olympiques d'été de 1952 et remporte la médaille d'argent dans l'épreuve de l'épée par équipe.
Il meurt 23 juin 2003 à Sollentuna.